# گرگنتزولا (میلان)
گرگنتزولا (به ایتالیایی: Gorgonzola) یک کومونه در ایتالیا است که در استان میلان واقع شده‌است. گرگنتزولا ۱۰٫۶۹ کیلومتر مربع مساحت و ۱۹٬۶۶۶ نفر جمعیت دارد و ۱۳۳ متر بالاتر از سطح دریا واقع شده‌است.

## خواهرخوانده
شهرهای امبرت و آنوایلار آن در تریفلز خواهرخوانده‌های گرگنتزولا (میلان) هستند.